# Cocohana
Cocohana (ココハナ?) è una rivista giapponese josei pubblicata da Shūeisha. 

## Storia
Lanciata il 28 maggio 1994 come Chorus, la rivista cambiò il proprio nome in Cocohana a partire dal numero di gennaio del 2012. Cocohana esce il 28 di ogni mese, le storie contenute comprendono vicende sentimentali dai contenuti maturi, infatti il target destinatario è il pubblico femminile adulto.

## Serie pubblicate
- Ashi-Girl di Kozueko Morimoto (2011 - in corso)
- Bishoku Tantei di Akiko Higashimura (2015 - in corso)
- Bread & Butter di Hinako Ashihara (2013 - in corso)
- Chocolate Junkie di Asahi Tsutsui (2012 - 2013)
- Clover Trèfle di Toriko Chiya (2012 - in corso)
- G-senjou no Anata to Watashi di Ryo Ikuemi (2012 - in corso)
- Hajimete no Hito di Fumiko Tanikawa (2015 - in corso)
- Hana Monogatari di Mari Ozawa (soggetto di Nobuko Yoshiya) (2011 - 2013)
- Honey and Clover di Chika Umino - (2000 - 2006)
- Jumping di Asahi Tsutsui (2015 - 2017)
- Kakukaku shikajika di Akiko Higashimura (2011 - 2015)
- Kare to Koi nante di Ao Mimori (2015 - in corso)
- Kyou wa Kaisha Yasumimasu. di Mari Fujimura (2011 - 2017)
- Kuu Nomu Tokoro ni Taberu Toko di Tomoko Yamashita (2012 - 2014)
- Madorokkoshii wo Kimi to di Miu Kouda (2014)
- Marmalade Boy little di Wataru Yoshizumi (2013 - in corso)
- Moment: Eien no Isshun di Satoru Makimura (2014 - in corso)
- Nimo Kakawarazu di Asahi Tsutsui (2013 - 2015)
- Nōnai Poison Berry di Setona Mizushiro (2009 - 2015)
- Omoide no Toki Shuurishimasu di Izumi Yamaguchi (soggetto di Mizue Tani) (2012 - in corso)
- Papa Told Me: Cocohana ver. di Nanae Haruno (2012 - in corso)
- Shirokuma Café: Today's Special di Aloha Higa (2014 - in corso)
- Sumika Sumire di Mitsuba Takanashi (2013 - in corso)
- Tomodachi, nano ni di Megumi Hazuki (2012)
- Tounan Kadobeya di Mimi Tajima (2013 - 2014)
- Watashi no Joushi di Mimi Tajima (2014 - in corso)
- Yes! di Satoru Makimura (2011 - 2013)